# Svart is
Svart is (originaltitel: The Black Ice) är en kriminalroman från 1993 av Michael Connelly. Det är den andra boken om Harry Bosch. Den utkom 2000 på svenska, i översättning av Eva Larsson.

## Handling
Harry Bosch utreder mordet på en kollega vid narkotikaroteln, Calexico Moore. Harry blir involverad med Moores änka och reser till Mexiko utan officiellt uppdrag.